# Ionuț Botezatu
Cătălin Ionuț Botezatu (n. 12 decembrie 1987 în Panciu, județul Vrancea) este un jucător român de rugby în XV și de rugby în VII. Evoluează pe postul de aripă de treisferturi (wing) sau fundaș (fullback).

## Carieră
S-a apucat de rugby la vârsta la 15 ani, după ce a practicat fotbalul la LPS Focșani. După ce a fost remarcat de antrenorul Eugen Apjok la finala campionatului de juniori U19, s-a alăturat clubului Știința Baia Mare, cu care a devenit campion național de patru ori la rugby în XV (2009, 2010, 2011, 2014) și o data la rugby în VII (2011). A și cucerit Cupa României în anii 2010 și 2012.
Și-a făcut debutul la echipa națională a României într-un meci de calificare la Cupa Mondială de Rugby din 2011 împotriva Germaniei în februarie 2011. A participat la Cupa Mondială de Rugby din 2015. Până în octombrie 2015, a strâns 30 de selecții în națională și a marcat 15 de puncte, înscriind trei eseuri.